# Antileone (storico)
Antileone (in greco antico: Ἀντιλέων?, Antiléōn; IV secolo a.C. – ...) è stato uno storico greco antico.

## Biografia e opere
Di Antileone non sono noti dati biografici, visto che della sua opera esiste una sola citazione certa. Si ritiene, comunque, che appartenesse alla prima età ellenistica.
Fu autore di un'opera Sulla cronologia (Περὶ Χρόνων), di cui Diogene Laerzio cita il II libro, a proposito del demo di appartenenza di Platone. Non è, comunque, sicuro che sia lo stesso Antileone citato da Giulio Polluce.